# FAST Syter
Fast Concept Car Syter – autobus międzymiastowy/turystyczny produkowany w latach 2002-2011 r w Alençon.

## Historia
Sukces Scolera 2, pierwszego modelu sygnowanego marką Fast Concept Car, na rodzimym rynku autobusów szkolnych, zachęcił producenta do podjęcia decyzji o stworzeniu wariantu przeznaczonego do obsługi linii regularnych i międzymiastowych. Nowy produkt o nazwie Syter zadebiutował na rynku w 2002 r. Charakteryzował się osadzeniem nadwozia znanego z modelu Scoler na podwoziu MAN i silnikiem tegoż producenta, stylistycznym przeciętym pasem ze oznaczeniem modelu lakierowanym na czarno, inaczej ukształtowaną (w stosunku do modelu Scoler) w górnej części szybą czołową oraz bogatym wyposażeniem seryjnym z klimatyzacją i przyciemnianymi szybami montowanymi seryjnie. Podobnie jak pierwowzór, Syter okazał się dużym sukcesem. W 2004 r sprzedaż wyniosła 250 egzemplarzy (względem 179 w 2003 r). Podczas premiery 3 generacji Scolera w 2004 r, prezes Fast Concept Car, Xavier Ringeard poinformował o zebraniu blisko 500 zamówień od czasu premiery. Trzy lata później, przeprowadzono modernizację modelu w postaci delikatnej zmiany oświetlenia, pojawieniu się nowego emblematu Fast Concept Car na masce, usunięcie czarnych pasów bocznych na rzecz lakierowanej listwy przebiegającej wzdłuż oświetlenia, zmianę silnika MAN na spełniający normę emisji spalin Euro 4 i wzbogacenie systemów bezpieczeństwa montowanych seryjnie. Od 2009 r oferowano opatentowaną przez FAST windę dla niepełnosprawnych UFR. Zastąpiono również jednostkę napędową na spełniającą normę Euro 5. W 2011 r zakończono produkcję. Częściowo, rolę po ustępującym modelu w gamie Fast Concept Car przejął Starter L.

## Dane techniczne i wyposażenie
| Nazwa                            | Syter | Syter (2006/2007) | Syter (2009) |
| Podwozie                         | MAN 18.310 HOCL-SÜ (MAN A51) | MAN 18.310 HOCL-SÜ (MAN A51) | MAN 18.310 HOCL-SÜ (MAN A51) |
| -------------------------------- | --- | --- | --- |
| Konstrukcja                      | (brak danych) | (brak danych) | rury i profile stalowe ocynkowane galwanicznie, pokryte farbą epoksydową. blacha INOX. |
| Długość                          | 11,995 m | 12,015 m 12,72 m | 12,015 m 12,72 m |
| Szerokość                        | 2,50 m | 2,50 m | 2,50 m |
| Wysokość                         | 3,30 m 3,50 m (z klimatyzacją) | 3,30 m 3,50 m (z klimatyzacją) | 3,30 m 3,45 m (z klimatyzacją) |
| Rozstaw osi                      | 5,94 m | 5,94 m | 5,94 m (12 m) 6,64 m (12,7 m) |
| Masa własna                      | (brak danych) | 12,2 t | 12,2 t (zależnie od specyfikacji) |
| DMC                              | 18 t | 18 t | 18 t 19 t (w Belgii i Francji) |
| Drzwi                            | jednoskrzydłowe pneumatyczne drzwi proste; drzwi środkowe pneumatyczne jednoskrzydłowe; | jednoskrzydłowe pneumatyczne drzwi proste; drzwi środkowe pneumatyczne jednoskrzydłowe; drzwi środkowe o podwójnej szerokości; drzwi wahadłowe (jako opcja) | jednoskrzydłowe pneumatyczne drzwi proste; drzwi środkowe pneumatyczne jednoskrzydłowe |
| Silnik                           | 6-cylindrowy MAN D 2866 LOH 35, 11 970 cm³, elektryczna pompa wtryskowa, intercooler, doładowanie intercoolera i EDC | 6-cylindrowy MAN D 2066 LUH 12, 10 518 cm³, Euro 4 EGR, 4-suwowy, umieszczony pionowo za tylną osią, wtrysk common rail EDC, turbodoładowanie + intercooler | 6-cylindrowy MAN D 2066 LUH 32 10 518 cm³, Euro 5 EGR diesel (EEV jako opcja), umieszczony poziomo, 4-suwowy, wtrysk common rail EDC. |
| Największy moment obrotowy       | 105 mdaN (1050 Nm) przy 900-1300 obrotach/min | 1550 Nm przy 1000 - 1400 obrotach (1750 Nm przy 1000 - 1400 obrotach/min) | 1800 Nm przy 1000 do 1400 obrotach/min (1800 Nm przy 1000 do 1400 obrotach/min) |
| Moc                              | 191 kW (260 KM) (310 KM jako opcja) | 228 kW (310 KM) (350 KM jako opcja) | 235 kW (320 KM) (360 KM jako opcja). |
| Norma emisji spalin              | Euro 3 | Euro 4 | Euro 5 |
| Skrzynia biegów                  | ZF 6 S 1600 ze wspomaganiem | ZF 6 S 1901 Intarder (od 2005 r; na zagranicznych rynkach był dostępny również Voith DIWA 864.5 z zintegrowanym zwalniaczem) | Intarder ZF 6S 1901. (automatyczna skrzynia biegów ZF 6HP 504 jako opcja) |
| Zawieszenie                      | Przód: zintegrowana pneumatyka, 2 poduszki Tył: zintegrowana pneumatyka, 4 poduszki; System przyklęku ECAS (przedni i tylny system regulacji wysokości - sterowany elektrycznie) | Przód: zintegrowana pneumatyka, 2 poduszki Tył: zintegrowana pneumatyka, 4 poduszki; System przyklęku ECAS (przedni i tylny system regulacji wysokości - sterowany elektrycznie) | Przód: zintegrowana pneumatyka, 2 poduszki Tył: zintegrowana pneumatyka, 4 poduszki; System przyklęku ECAS (przedni i tylny system regulacji wysokości - sterowany elektrycznie); Osuszacz powietrza ze zintegrowanym regulatorem ciśnienia; Przyłącze zewnętrzne (serwisowe) do napełniania instalacji |
| Hamulce                          | Przód i tył: sterowane pneumatycznie hamulce tarczowe wentylowane (norma CEE); ABS, 4 czujniki (ASR jako opcja) | Przód i tył: sterowane pneumatycznie hamulce tarczowe wentylowane (norma CEE); ABS, 4 czujniki, ASR | Przód i tył: sterowane pneumatycznie hamulce tarczowe wentylowane (normy CEE); układ przeciwblokujący koła, 4-czujnikowy ABS, EBS i ASR. |
| Zwalniacz (retarder)             | TELMA focal 2200 | intarder ZF, sprzęgana z łapą (wyposażony w sterowanie ręczne i nożne) | intarder ZF, sprzęgana z łapą (wyposażony w sterowanie ręczne i nożne) |
| Fotele                           | 57 miejsca siedzące + kierowca; VOGEL Top 2020, typ wycieczkowy z chowanymi pasami bezpieczeństwa i podłokietnikami; Fotel przewodnika (opcja); Odchylanie siedzenia (opcja) | 59-63 miejsca; typ wycieczkowy z chowanymi pasami bezpieczeństwa i podłokietnikami; Fotel przewodnika (opcja); Odchylanie siedzenia (opcja) | 59-63 miejsca; typ wycieczkowy z chowanymi pasami bezpieczeństwa i podłokietnikami; Fotel przewodnika (opcja); Odchylanie siedzenia (opcja) |
| Klimatyzacja                     | Klimatyzacja z indywidualną regulacją przepływu powietrza; Ogrzewanie konwekcyjne typu Grand Froid; za pomocą indywidualnych dysz nawiewnych; Autonomiczne ogrzewanie z obiegiem ciepłej wody. 30 000 kcal/h dostarczane ze zbiornika głównego. | Klimatyzacja z indywidualną regulacją przepływu powietrza; Ogrzewanie konwekcyjne typu Grand Froid; za pomocą indywidualnych dysz nawiewnych; Autonomiczne ogrzewanie z obiegiem ciepłej wody. 30 000 kcal/h dostarczane ze zbiornika głównego. | Ogrzewanie typu Grand Froid („ekstremalnie zimne”) poprzez konwekcję (konwektory rozmieszczone po całym pojeździe); Dystrybucja powietrza za pomocą pojedynczych dysz nad pasażerami; Jednostka klimatyzacyjna montowana centralnie na dachu (28 000 kcal/godz.). |
| Dodatkowe informacje             | Stanowisko kierowcy: Ogrzewanie i ochładzanie za pomocą 2 nagrzewnic powietrza; Kabina kierowcy + szyba drzwi z elektrycznym odszranianiem; Dysza grzewcza kierowcy na kolumnie kierownicy Przestrzeń pasażerska:6 wariantów kolorystycznych wnętrza; Zintegrowane zawieszenie pneumatyczne; Indywidualne sekcje „czytnik i wymuszony obieg powietrza”; Bagażnik z oświetleniem przestrzeni podróżnej; Chowane podłokietniki; Przyciemniane szyby; Oświetlenie wewnętrzne zintegrowane z półkami bagażowymi; Radio + odtwarzacz CD + mikrofon i głośniki HP/głośniki. | Stanowisko kierowcy: Ogrzewanie i ochładzanie za pomocą 2 nagrzewnic powietrza; Kabina kierowcy + szyba drzwi z elektrycznym odszranianiem; Dysza grzewcza kierowcy na kolumnie kierownicy. Przestrzeń pasażerska: Zintegrowane zawieszenie pneumatyczne; Indywidualne sekcje „czytnik i wymuszony obieg powietrza”; Bagażnik z oświetleniem przestrzeni podróżnej; Chowane podłokietniki; Przyciemniane szyby; Oświetlenie wewnętrzne zintegrowane z półkami bagażowymi; Radio + odtwarzacz CD + mikrofon i głośniki/głośniki. Ogrzewanie: za pomocą indywidualnych dysz nawiewnych; usytuowany na dachu i małej mocy. (28000 Kcal/h) | Stanowisko kierowcy: Fotel kierowcy ISRI z zawieszeniem pneumatycznym; Dźwignia zmiany biegów typu joystick; Ogrzewanie i rozmrażanie za pomocą oddzielnego źródła ciepła; Radio/odtwarzacz CD z mikrofonem, oddzielnym odtwarzaczem i głośnikami; Szyba kierowcy i szyba drzwi wejściowych ogrzewane elektrycznie; Panoramiczna przednia szyba; Dodatkowy wylot gorącego powietrza przy kolumnie kierownicy; Podgrzewane lusterko wsteczne (elektrycznie regulowane jako opcja) dla komfortu jazdy; Deska rozdzielcza o schludnym i funkcjonalnym wyglądzie zapewniającym lepszą ergonomię; Kolumna kierownicy regulowana pneumatycznie; Odmrażanie szyby przedniej za pomocą urządzenia grzewczego w przedniej części obudowy (jednostka na gorące powietrze); Standardowy podgrzewacz wstępny Webasto 30 kW (Diesel) Przestrzeń pasażerska: Pełna klimatyzacja z indywidualną regulacją nawiewu; ogrzewanie typu konwektorowego, o dużej wydajności (nadaje się również do stosowania w zimnym klimacie, możliwe dodatkowe ogrzewanie i izolacja); Indywidualne wyloty powietrza i lampki do czytania; Półki bagażowe ze zintegrowanym oświetleniem; Składane podłokietniki od strony przejścia; Przyciemniane szyby boczne; Plisowane zasłony; Duże okna boczne zapewniające optymalną widoczność; 4 siedzenia z podnoszonymi siedzeniami skierowanymi do siebie; UFR Lift Entry® firmy FAST. Ogrzewanie: Ogrzewanie odmrażania szyby przedniej za pomocą nagrzewnicy powietrza; Autonomiczne ogrzewanie z obiegiem ciepłej wody. 30 000 kcal/h dostarczane przez główny zbiornik. 4 kołpaki w standardzie |
| Ułatwienia dla niepełnosprawnych | (brak) | TPMR (transport osób niepełnosprawnych) i predyspozycje TPMR (jako opcja); Dostęp dla osób niepełnosprawnych poprzez w pełni zintegrowany podnośnik dla wózków inwalidzkich, typ kasetowy (przy środkowych drzwiach; jako opcja); Przygotowanie do podjazdu dla wózków inwalidzkich (jako opcja) | TPMR (transport osób niepełnosprawnych): standardowy PMR, wstępnie wyposażony do elektronicznych wyświetlaczy i geolokalizacji; Przygotowanie do UFR (wózków inwalidzkich): 1 lub 2 krzesła (jako opcja); Wyposażenie wózków inwalidzkich: 1 lub 2 krzesła (jako opcja). Udogodnienia dla osób niepełnosprawnych (PMR): kontrast kolorystyczny stopni, korytarza, poręczy i poręczy, miejsca dla osób; uniwersalne wsporniki dla wielu wyświetlaczy i geolokalizacji. Dostęp dla osób niepełnosprawnych poprzez w pełni zintegrowany podnośnik dla wózków inwalidzkich, typ kasetowy (przy środkowych drzwiach; jako opcja); Przygotowanie do podjazdu dla wózków inwalidzkich (jako opcja) |
| Bezpieczeństwo                   | System ABS z 4 czujnikami; Pełne hamowanie tarczowe; Automatyczne włączanie świateł awaryjnych po otwarciu drzwi; Piktogramy „Przewóz dzieci”; ASR (w opcji) | System ABS z 4 czujnikami; Pełne hamowanie tarczowe; Automatyczne włączanie świateł awaryjnych po otwarciu drzwi; Piktogramy „Przewóz dzieci”; Czujniki cofania; Sygnał cofania; Trzecie światło stopu; Światła przeciwmgielne. | Układ przeciwblokujący, ABS, EBS i ASR w standardzie; Zabezpieczenie przed wywróceniem ECE R66; Pełne hamowanie tarczowe; Automatyczne ostrzeżenia w przypadku otwarcia drzwi; Czujniki cofania z sygnalizacją na stanowisku kierowcy; Sygnał cofania, Zewnętrzny sygnał dźwiękowy; Światła przeciwmgielne; Trzecie światło stopu |
| Bagażnik                         | 6 m³ | 6 m³ (12 m) 7 m³ (12,70 m) | 6 m³ (12 m) 7 m³ (12,70 m) |
| Zbiornik paliwa                  | 415 l; elektryczne podgrzewanie paliwa | 2x220 litrów; elektryczne podgrzewanie paliwa/podgrzewane przewody paliwowe | 2x220 litrów; elektryczne podgrzewanie paliwa/podgrzewane przewody paliwowe |
| Zasilanie                        | Napięcie: 24 V; Akumulatory: 2x 12 V - 200 Ah; Alternator: 140 A./28 V. | Napięcie: 24 V; Akumulatory: 2x 12 V - 200 Ah; Alternator: 140 A./28 V. | Napięcie: 24 V; Akumulatory: 2x 12 V – 200 Ah; Alternator: 2x120A/24 V. |
| Osie                             | Przód: MAN Type V9 82 L Tył: MAN Type HY 1175 02 (na zagranicznych rynkach - dostępna oś MAN typ HY 1336 B, od 2008 r) | Przód: MAN Type V9 82 L Tył: MAN Type HY 1175 02 (na zagranicznych rynkach - dostępna oś MAN typ HY 1336 B, od 2008 r) | Przód: MAN Type V9 82 L Tył: MAN Type HY 1175 02 (na zagranicznych rynkach - dostępna oś MAN typ HY 1336 B, od 2008 r) |
| Opony                            | Michelin 295/80 R 22,5 profil szosowy; koło zapasowe mocowane na wyciągarce w przednim zwisie | Michelin 295/80 R 22,5 profil szosowy; koło zapasowe mocowane na wyciągarce w przednim zwisie | Michelin 295/80 R 22,5 profil szosowy; koło zapasowe mocowane na wyciągarce w przednim zwisie |